# Championnat de Tchécoslovaquie de football 1974-1975
Navigation
Saison précédente Saison suivante
La saison 1974-1975 du Championnat de Tchécoslovaquie de football est la 49e édition du championnat de première division en Tchécoslovaquie. Les seize meilleurs clubs du pays se retrouvent au sein d'une poule unique, la First League, où les formations s'affrontent deux fois, à domicile et à l'extérieur. À l'issue du championnat, les deux derniers du classement sont relégués et remplacés par les deux meilleurs clubs de II. Liga, la deuxième division tchécoslovaque.
C'est le club du SK Slovan Bratislava, tenant du titre, qui termine à nouveau en tête du classement du championnat avec deux points d'avance sur le FK Inter Bratislava et trois sur les FC Bohemians Prague. C'est le 7e titre de champion de Tchécoslovaquie de l'histoire du club.
En bas de classement, c'est une surprise puisque le club le plus titré du pays, l'AC Sparta Prague, termine à l'avant-dernière place et doit donc descendre en II. Liga.

## Les 16 clubs participants
| - Dukla Prague - AC Sparta Prague - Skoda Plzen - SK Slovan Bratislava - FC Bohemians Prague - TJ ZVL Žilina - VSS Kosice - FK Inter Bratislava | - Zbrojovka Brno - FC Banik Ostrava - TZ Trinec - Promu de II. Liga - AC Nitra - Sklo Union Teplice - SK Slavia Prague - Spartak Trnava - LIAZ Jablonec - Promu de II. Liga |

## Compétition

### Classement
Le barème utilisé pour établir le classement est le suivant :
- Victoire : 2 points
- Match nul : 1 point
- Défaite : 0 point

| Rang | Équipe                   | Pts | J  | G  | N  | P  | Bp | Bc | Diff |
| ---- | ------------------------ | --- | -- | -- | -- | -- | -- | -- | ---- |
| 1    | ŠK Slovan Bratislava (T) | 39  | 30 | 16 | 7  | 7  | 72 | 34 | +38  |
| 2    | FK Inter Bratislava      | 37  | 30 | 18 | 1  | 11 | 66 | 41 | +25  |
| 3    | FC Bohemians Prague      | 36  | 30 | 15 | 6  | 9  | 46 | 31 | +15  |
| 4    | Zbrojovka Brno           | 32  | 30 | 12 | 8  | 10 | 37 | 40 | -3   |
| 5    | SK Slavia Prague         | 30  | 30 | 12 | 6  | 12 | 46 | 44 | +2   |
| 6    | FC Spartak Trnava (C)    | 30  | 30 | 12 | 6  | 12 | 32 | 36 | -4   |
| 7    | Sklo Union Teplice       | 30  | 30 | 9  | 12 | 9  | 28 | 36 | -8   |
| 8    | VSS Kosice               | 29  | 30 | 12 | 5  | 13 | 66 | 58 | +8   |
| 9    | Dukla Prague             | 29  | 30 | 9  | 11 | 10 | 33 | 35 | -2   |
| 10   | Skoda Plzen              | 28  | 30 | 13 | 2  | 15 | 45 | 53 | -8   |
| 11   | LIAZ Jablonec (P)        | 28  | 30 | 12 | 4  | 14 | 28 | 36 | -8   |
| 12   | TJ ZVL Žilina            | 28  | 30 | 11 | 6  | 13 | 38 | 49 | -11  |
| 13   | FC Baník Ostrava         | 27  | 30 | 9  | 9  | 12 | 32 | 36 | -4   |
| 14   | TZ Trinec (P)            | 27  | 30 | 9  | 9  | 12 | 31 | 37 | -6   |
| 15   | AC Sparta Prague         | 27  | 30 | 11 | 5  | 14 | 44 | 54 | -10  |
| 16   | AC Nitra                 | 23  | 30 | 11 | 1  | 18 | 32 | 56 | -24  |

|  | Qualification pour la Coupe d'Europe des clubs champions 1975-1976                                |
|  | Qualification pour la Coupe des Coupes 1975-1976                                                  |
|  | Qualification pour la Coupe UEFA 1975-1976                                                        |
|  | Relégation en II. Liga                                                                            |
|  | (T) Tenant du titre (C) Vainqueur de la Coupe du Tchécoslovaquie (P) : Promu de deuxième division |

## Bilan de la saison
| Championnat de Tchécoslovaquie de football 1974-1975 |                                 |
| Champion                                             | SK Slovan Bratislava (7e titre) |
| Coupes et trophées                                   |                                 |
| Vainqueur de la Coupe de Tchécoslovaquie 1974-1975   | FC Spartak Trnava               |
| Qualifications continentales                         |                                 |
| Coupe d'Europe des clubs champions 1975-1976         | SK Slovan Bratislava            |
| Coupe des Coupes 1975-1976                           | FC Spartak Trnava               |
| Coupe UEFA 1975-1976                                 | FK Inter Bratislava             |
| Coupe UEFA 1975-1976                                 | FC Bohemians Prague             |
| Promotions et relégations                            |                                 |
| Promus en I. Liga                                    | Jednota Trencin                 |
| Promus en I. Liga                                    | Lokomotiva Kosice               |
| Relégués en II. Liga                                 | AC Sparta Prague                |
| Relégués en II. Liga                                 | AC Nitra                        |